# 语言熟练度
语言熟练度是指一个人對一門语言的熟練程度，即能準確表達和理解語言的能力。然而语言能力没有一个統一的定义，不同的组织对语言熟练度這一概念有各自的解釋。就英語來說，英語水準要達到母语水準的流利程度需要掌握20000至40000个单词，但如果只是要達到基本對話流利程度可能只需要3000个单词。